# Lpi
Lpi betyder linjer per inch (tomme) og beskriver den rastetæthed et print eller en tryksag trykkes med. Rastetætheden kan også angives som lpc (linjer per centimeter).
En printer eller en trykmaskine bruger et begrænset antal farver typisk cyan, magenta, gul og sort CMYK og har ikke en hvid farve at blande i f.eks. sort så den bliver grå. Derfor deles trykfladen op i et antal rastepunkter der består af et antal eksponeringspunkter – dots. Hvert rastepunkt kan f.eks. bestå af 10 gange 10 dots og for at trykke en 10% sort, farves 10 af de 100 dots og resten står ufarvet. Øjet blander de sorte dots sammen med det ufarvet område så vi ser det som 10% sort. Et rastepunkt er så lille at øjet ikke kan skelne de enkelte rastepunkter fra hinanden.